# Ichthyophis
Ichthyophis é um gênero de anfíbios da família Ichthyophiidae, encontrado no Sudeste asiático, Filipinas e oeste do arquipélago indo-australiano.

## Espécies
- Ichthyophis acuminatus Taylor, 1960
- Ichthyophis alfredi Mathew & Sen, 2009
- Ichthyophis asplenius Taylor, 1965
- Ichthyophis atricollaris Taylor, 1965
- Ichthyophis bannanicus Yang, 1984
- Ichthyophis beddomei Peters, 1880
- Ichthyophis bernisi Salvador, 1975
- Ichthyophis biangularis Taylor, 1965
- Ichthyophis billitonensis Taylor, 1965
- Ichthyophis bombayensis Taylor, 1960
- Ichthyophis cardamomensis Geissler et al., 2014
- Ichthyophis catlocensis Geissler et al., 2014
- Ichthyophis chaloensis Geissler et al., 2014
- Ichthyophis daribokensis Mathew & Sen, 2009
- Ichthyophis dulitensis Taylor, 1960
- Ichthyophis elongatus Taylor, 1965
- Ichthyophis garoensis Pillai & Ravichandran, 1999
- Ichthyophis glandulosus Taylor, 1923
- Ichthyophis glutinosus (Linnaeus, 1758)
- Ichthyophis humphreyi Taylor, 1973
- Ichthyophis hypocyaneus (Boie, 1827)
- Ichthyophis javanicus Taylor, 1960
- Ichthyophis khumhzi Kamei et al., 2007
- Ichthyophis kodaguensis Wilkinson, Gower, Govindappa & Venkatachalaiah, 2007
- Ichthyophis kohtaoensis Taylor, 1960
- Ichthyophis lakimi Nishikawa, Matsui & Yambun, 2012
- Ichthyophis laosensis Taylor, 1969
- Ichthyophis larutensis Taylor, 1960
- Ichthyophis longicephalus Pillai, 1986
- Ichthyophis mindanaoensis Taylor, 1960
- Ichthyophis monochrous (Bleeker, 1858)
- Ichthyophis moustakius Kamei et al., 2007
- Ichthyophis multicolor Wilkinson et al., 2014
- Ichthyophis nguyenorum Nishikawa, Matsui, and Orlov, 2012
- Ichthyophis nigroflavus Taylor, 1960
- Ichthyophis nokrekensis Mathew & Sen, 2009
- Ichthyophis orthoplicatus Taylor, 1965
- Ichthyophis paucidentulus Taylor, 1960
- Ichthyophis paucisulcus Taylor, 1960
- Ichthyophis pauli Nishikawa, Matsui, Sudin & Wong, 2013
- Ichthyophis pseudangularis Taylor, 1965
- Ichthyophis sendenyu Kamei et al., 2007
- Ichthyophis sikkimensis Taylor, 1960
- Ichthyophis singaporensis Taylor, 1960
- Ichthyophis sumatranus Taylor, 1960
- Ichthyophis supachaii Taylor, 1960
- Ichthyophis tricolor Annandale, 1909
- Ichthyophis weberi Taylor, 1920
- Ichthyophis youngorum Taylor, 1960